# Pădurea Tătăruși
Pădurea Tătăruși este o arie protejată de interes național ce corespunde categoriei a IV-a IUCN (rezervație naturală de tip forestier) situată în județul Iași, pe teritoriul administrativ al comunei Tătăruși.

## Localizare
Aria naturală cu o suprafață de 49,90 hectare se află în Podișul Sucevei (subunitate aflată în partea nord-estică a Podișului Moldovei), la extremitatea nord-vestică a județului Iași cu județul Suceava.

## Descriere
Rezervația naturală a fost declarată arie protejată prin Legea Nr.5 din 6 martie 2000 (privind aprobarea Planului de amenajare a teritoriului național - Secțiunea a III-a - zone protejate) și reprezintă o zonă colinară împădurită cu specii  (reprezentative pentru Podișul Central Moldovenesc) de fag (Fagus sylvatica) cu vârste de peste 120 de ani. 
În arealul rezervației este semnalată prezența sporadică a unor pâlcuri constituite din specii arboricole de fag de Crimeea (Fagus taurica), cu vârste ce depășesc 150 de ani. 
Pădurea Tătăruși este inclusă în situl de importanță comunitară omonim, la baza desemnării căruia se află  două specii protejate prin Directiva Consiliului European 92/43/CE (anexa I-a) din 21 mai 1992 (privind conservarea habitatelor naturale și a speciilor de faună și floră sălbatică); astfel: o orhidee rară din specia Cypripedium calceolus (cunoscută sub denumirea populară de papucul doamnei) și un ortopter din specia Isophya stysi (cosaș).